# Place Louise-Catherine-Breslau-et-Madeleine-Zillhardt
Place Louise-Catherine-Breslau-et-Madeleine-Zillhardt je náměstí v Paříži. Nachází se v 6. obvodu. 

## Poloha
Náměstí se nachází na průsečíku ulic Rue Dauphine, Rue Saint-André-des-Arts, Rue de l'Ancienne-Comédie, Rue Mazarine a Rue de Buci.

## Historie
Náměstí získalo svůj název v roce 2018 rozhodnutím Pařížské rady. Nese jména původem německé malířky Louise Catherine Breslau (1856–1927) a francouzské spisovatelky Madeleine Zillhardt (1863–1950).  

## Pamětihodnosti
- Café de Buci z počátku 19. století, dům je chráněný jako historická památka